# Ursula Lingen

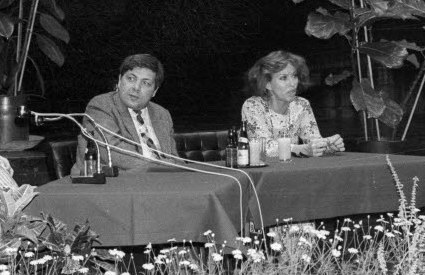
Ursula Lingen mit Walther Schmieding bei einer Podiumsdiskussion während der Kieler Woche 1976

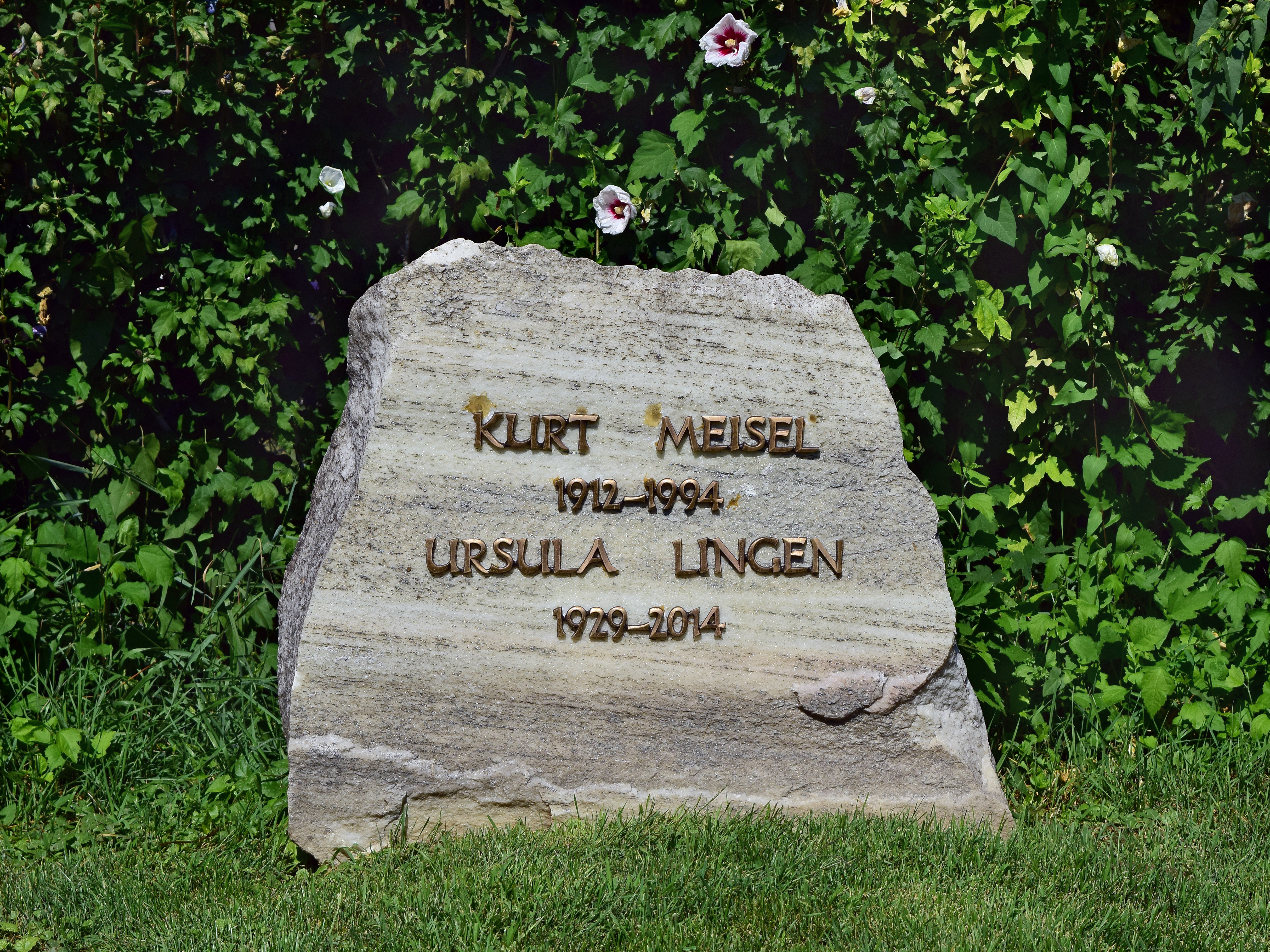
Wiener Zentralfriedhof – Gruppe 40 – Grab von Kurt Meisel und Ursula Lingen

Marianne Ursula Lingen, verheiratete Meisel, geborene Schmitz (* 9. Februar 1929 in Berlin; † 20. Oktober 2014 in Wien), war eine deutsch-österreichische Theater- und Filmschauspielerin.

## Leben
Ursula Lingens Eltern waren Theo Lingen (bürgerlich: Franz Theodor Schmitz) und Marianne Zoff. Sie ist die Halbschwester der Schauspielerin Hanne Hiob, die aus der ersten Ehe ihrer Mutter mit dem Dramatiker Bertolt Brecht hervorging. Beide wuchsen gemeinsam auf. Ihr Debüt gab sie 1947 am Volkstheater Wien. Von 1948 bis 1950 spielte sie am Neuen Theater in der Scala Wien. Von 1950 bis 1958 war sie an Berliner Bühnen beschäftigt, seit 1958 vornehmlich in München. Bis 1984 gehörte sie dem Bayerischen Staatsschauspiel an.
Lingen war seit 1947 in über dreißig deutschen Spielfilmen zu sehen, in mehreren Fernsehspielen und in den Fernsehkrimiserien Der Alte, Tatort, Der Kommissar, Der kleine Doktor und Derrick.
Sie spielte – nicht nur klassische Rollen – an folgenden Theatern: Theater am Kurfürstendamm in Berlin, Renaissancetheater in Berlin, Schillertheater in Berlin, Thalia-Theater in Hamburg, Bayerisches Staatsschauspiel in München, Münchner Kammerspiele, Volkstheater Wien, Theater in der Josefstadt in Wien, Salzburger Landestheater (Salzburger Festspiele). Hierbei führte oft Kurt Meisel Regie, mit dem sie verheiratet war und einen 1952 geborenen Sohn hatte. Am Wiener Burgtheater stand sie zuletzt als Partnerin von Michael Heltau im Zwei-Personenstück Love Letters auf der Bühne.
1990 übernahm sie kurzzeitig die Leitung der Hamburger Kammerspiele. Sie gehörte der Freitagsgesellschaft Helmut Schmidts an.
Ursula Lingen wurde an der Seite von Kurt Meisel in dessen ehrenhalber gewidmeten Grab auf dem Wiener Zentralfriedhof bestattet (Gruppe 40, Nr. 168).

## Filmografie (Auswahl)
- 1948: Hin und her
- 1949: Die seltsame Geschichte des Brandner Kaspar
- 1951: Johannes und die 13 Schönheitsköniginnen
- 1951: Tanz ins Glück
- 1956: Regine
- 1956: Der Mustergatte
- 1959: Geschlossene Gesellschaft (Fernsehfilm)
- 1965: Requiem für eine Nonne (Fernsehfilm)
- 1966: Die rote Rosa (Fernsehfilm)
- 1968: Affäre Dreyfuss (Fernsehminiserie)
- 1970: Der Kommissar: Messer im Rücken (Fernsehserie)
- 1974: Der kleine Doktor: Mord im Moor (Fernsehserie)
- 1974: Gift-Affäre (Fernsehfilm)
- 1974: Tatort: Zweikampf (Fernsehreihe)
- 1974: Der Kommissar: Im Jagdhaus
- 1979: Derrick: Lena (Fernsehserie)
- 1981: Billy (Fernsehserie, drei Folgen)
- 1982: Der Alte: Haß (Fernsehserie)
- 1983: Der Alte: Freundschaftsdienst
- 1983: Der Weg ins Freie (Fernsehfilm)
- 1984: Derrick: Stellen Sie sich vor, man hat Dr. Prestel erschossen
- 1986: Derrick: Die Nacht, in der Ronda starb
- 1992: Derrick: Die Reise nach München
- 1993: Derrick: Melodie des Todes
- 1994: Der Alte: Gift
- 1994: Blankenese (Fernsehserie, 26 Folgen)
- 1995: Derrick: Teestunde mit einer Mörderin?
- 1995: Der Alte: Das Orakel
- 1998: Die Aubergers (Fernsehserie, eine Folge)
- 1998: Ferkel Fritz (Fernsehfilm)
- 1999: Der Alte: Drei Schüsse ins Herz
- 2002: SK Kölsch (Fernsehserie, eine Folge) (Fernsehserie)
- 2003: Im Namen des Herrn (Fernsehfilm)

## Auszeichnungen
- Bayerische Staatsschauspielerin
- Seit 1990 Mitglied der Freien Akademie der Künste Hamburg